# Libnotes (Afrolimonia) comoreana
Libnotes (Afrolimonia) comoreana is een tweevleugelige uit de familie steltmuggen (Limoniidae). De soort komt voor in het Afrotropisch gebied.